# Septième colonne d'Alsace (Réseau Martial)
La Septième colonne d'Alsace ou Réseau Martial est un réseau de résistance apolitique pendant la Seconde Guerre mondiale. Elle est créée le 1er septembre 1940 à Thann (Haut-Rhin) par Paul Dungler alias « Commandant Martial ». Les Allemands n'arriveront pas à le démanteler.  La Septième colonne d'Alsace participe à l'évasion du général Giraud en avril 1942. Elle est à l'origine des Groupes mobiles d'Alsace (GMA) Suisse, Vosges et Sud qui sont ses unités combattantes et qui participeront à la libération de l'Alsace occupée. Le GMA Sud deviendra l'un des composants principaux de la  Brigade indépendante Alsace-Lorraine commandée par André Malraux.

## Création
Depuis des années, Paul Dungler, avec ses amis royalistes, dénonce le danger croissant de l'Allemagne nazie que la France s'obstine à sous-estimer. 
En juin 1940, il est dans le Périgord et décide de créer son propre réseau. Il traverse la France en camionnette et franchit la ligne de démarcation. Il arrive le 25 août 1940 à Thann.
Très vite, Paul Dungler, alias « Commandant Martial », réunit des amis issus  de ses luttes politiques  et des associations d'officiers et de sous-officiers de réserve comme Marcel Kibler (Commandant Marceau) ou Paul Winter (Commandant Daniel). La composante militaire est au moins aussi importante que la composante politique  et les relations d'homme à homme y sont empreintes de la fraternité et d'une certaine sévérité militaire. La septième colonne d'Alsace est opérationnelle dès le 1er septembre 1940. Elle est déclarée à Londres sous le nom de « réseau Martial » du nom de code de son chef. C'est un des premiers réseaux français enregistrés par les alliés.
Les premières activités du réseau sont la recherche de renseignements, puis elles s'élargissent peu à peu au passage de fugitifs , de courriers et enfin à la constitution de groupes armés en vue de la libération finale de l'Alsace (Groupes Mobiles Alsace). La Septième colonne fait le lien entre la résistance alsacienne et Londres, le gouvernement de Vichy ainsi que les Alsaciens exilés.

## Pourquoi septième colonne d'Alsace?
Paul Dungler, profondément croyant, choisi le 7 en opposition par rapport à la cinquième colonne allemande mais aussi comme il le dit lui-même « C'est le septième jour que le Seigneur a parachevé la Création » . C'est le chiffre de Dieu et il place son action sous la protection divine.

## Organisation et financement paradoxal
Le réseau est constitué de cellules de trois responsables sans aucun lien entre elles. Chaque cellule contrôle, informe et anime 20 à 25 personnes susceptibles d'être mobilisées pour la libération de l'Alsace. Les membres des cellules ne connaissent pas les chefs hiérarchiques. Les liaisons doivent s'inscrire dans un cadre naturel non équivoque (vie professionnelle, liens familiaux, participations aux mêmes activités…). Paul Dungler fait rentrer certains membres dans des organisations nazies pour contrôler leurs mouvements et faciliter les déplacements des résistants. Aucune rencontre ne se fait sans avoir des raisons apparentes justifiables. Les consignes de sécurité sont très rigoureuses. Toute provocation susceptible d'alerter l'ennemi est interdite. Il faut endormir la méfiance des Allemands et se concentrer sur la désinformation, le renseignement, les aides spécifiques aux réseaux d'évasions.   
Les membres jurent de ne pas utiliser le réseau à des fins politiques. « Nous serons toujours aux ordres du commandant en chef qui libérera la France, quel qu'il soit, et nous aiderons tous les gens qui combattent les Allemands par tous les moyens, quels qu'ils soient et quelles que soient leurs opinions politiques. » martèle Paul Dungler pendant toute la durée de la guerre. Vichy, Londres, puis Alger sont considérés comme autant de leviers différents, mais complémentaires, au service de la libération du pays. C'est peut-être cette doctrine qui explique le financement particulier de la Septième colonne d'Alsace. Elle est financée principalement par Vichy mais aussi par Londres et elle leur communique ses informations. Le Maréchal Pétain sait qu'il finance une organisation qui travaille aussi avec les alliés. Il fournit des papiers d'identité et un ordre de mission à Paul Dungler pour faciliter ses déplacements. Officiellement, Vichy finance et aide la recherche sur les genêts.

## Histoire

### 1940
Très vite, dans les vallées des Vosges, des groupes d'hommes récupèrent des armes de l'armée française abandonnées et les cachent en lieux sûrs.
Le 28 novembre 1940, Dungler apprend, par une haute personnalité allemande amie de Göring et de von Papen, que l'Allemagne attaquera l'URSS en juin 1941. L'information est transmise aux alliés et au service de renseignements de l'armée d'armistice par l'intermédiaire de Julien Dungler, frère de Paul, en poste au consulat français de Bâle (Suisse) depuis  1939,.
Le 9 décembre 1940, Paul Dungler apprend par le secrétaire du sous-préfet allemand de Thann qu'il va être arrêté. Il s'enfuit à Lyon où le rejoignent Marcel Kibler et Gaston Laurent. Ils installent le poste de commandement de la Septième colonne dans une clinique de Lyon appartenant au docteur Pujadoux. Paul Dungler prend contact avec les membres du cabinet du maréchal Pétain et des cadres de l'armée d'armistice comme le général Frère, le colonel du Vigier, ou le commandant d'Ornant.

### 1941
En février 1941, une liaison est mise en place avec Pierre Fourcaud, émissaire du Général de Gaulle en France. Des contacts sont également établis avec des organisations clandestines naissantes, les réseaux Confrérie Notre-Dame (CND) et Brutus ou le mouvement Combat. La première tâche essentielle est d'établir une liaison avec l'Alsace et notamment avec Paul Winter à Mulhouse et René Ortlieb à Thann. Plusieurs itinéraires clandestins sont alors mis en place un premier avec Charles Munck à Chalon-sur-Saône, Henri Veit à Belfort et Paul Winter à Mulhouse (Haut-Rhin) et un deuxième avec Jean Eschbach à Poligny (Jura), Henri Veit à Belfort (Territoire de Belfort) et René Ortlieb à Thann. Les industriels du textile comme Max Schieber, qui possèdent des facilités pour se déplacer, sont également des agents de liaison précieux. Des hommes peuvent passer clandestinement la frontière des Vosges notamment par le col de Bussang et avec l'aide de la famille Lutenbacher pour arriver chez Emile Ehlinger à Thann puis Paul Winter à Mulhouse. Enfin, une dernière liaison peut s'effectuer avec le concours de Julien Dungler. La majorité de ces itinéraires clandestins fonctionne jusqu'en  1944.
En avril 1941, la Septième colonne décide d'envoyer un poste émetteur en Alsace afin d'assurer une transmission plus rapide des renseignements. Le premier est fourni par l'armée d'armistice. Henri Mehr de Thann effectue à Lyon un stage d'opérateur radio. En juin 1941, le poste arrive par la Suisse chez Paul Kraft à Thann. Toutes les informations, provenant notamment des filières, sont centralisées à Lyon avant d'être transmises à Pierre Fourcaud ainsi qu'aux services secrets de l'armée d'armistice. C'est ce dernier service qui organise l'évasion du général Giraud en avril 1942 avec le concours des membres de la 7e colonne. Coté alliés, deux postes émetteurs, transmis par des émissaires de Londres, permettent au réseau Martial de leur envoyer des informations.

### 1942
En avril 1942, la Septième colonne d'Alsace réalise l'évasion du général Giraud à la demande des services de renseignements de l'armée d'armistice.
Le 11 novembre 1942, en réaction du débarquement des forces alliées en Afrique du Nord (opération Torch), les Allemands envahissent la « zone libre ». Des milliers d'Alsaciens évadés se trouvent pris au piège principalement dans le Sud-Ouest, zone d'évacuation des Alsaciens-Mosellans. Certains tentent de passer les Pyrénées pour gagner la France libre, d'autres restent, récupèrent des faux papiers ou s'engagent dans la Résistance. C'est dans ce contexte que Paul Dungler et Marcel Kibler décident la mise en place des Groupes Mobiles Alsace (GMA). Il s'agit de créer des unités combattantes pour participer à la libération de l'Alsace. C'est Marcel Kibler qui est chargé de cette tâche, il se fait aider de Bernard Metz un jeune étudiant en médecine qui connait très bien les différents centres où se trouvent les  Alsaciens-Mosellans (Limoges, Périgueux, Clermont-Ferrand et Toulouse). Ces résistants constitueront le Groupe Mobile d'Alsace Sud puis la  Brigade indépendante Alsace-Lorraine commandée par André Malraux.
Par l'intermédiaire de Pierre Fourcaud, la 7e colonne et les futurs GMA sont rattachés aux Forces Françaises Combattantes (FFC) sous la dénomination de réseau Martial.

### 1943
En  1943, Marcel Kibler souhaite étendre le réseau au département du Bas-Rhin, en effet, Paul Winter à Mulhouse ne dispose que d'un agent de liaison à Strasbourg (Bas-Rhin), Eugène Mey. Il rencontre Robert Falbisaner en Dordogne. Ce dernier l'oriente vers Paul Freiss isolé depuis l'arrestation des membres de l'organisation clandestine dirigée par Charles Bareiss. En juillet 1943 il le rencontre et par son intermédiaire une nouvelle filière est mise en place passant par la vallée de la Bruche, René Stouvenel à Wisches (Bas-Rhin), les agents des Eaux et Fôrets à Grandfontaine (Bas-Rhin), le col du Donon (Bas-Rhin), René Meyer à Raon-l'Etape (Vosges), Gaston Laurent à Epinal (Vosges), Nancy (Meurthe-et-Moselle) et Lyon. Les renseignements transitant par cet itinéraire se révèlent très vite intéressants, notamment sur la production d'armements et les stationnements et déplacements de troupes.
Avec le démantèlement des réseaux, de Lucienne Welschinger (Equipe Pur sang), Marcel Weinum (Main noire), Alphonse Adam (Front de la Jeunesse alsacienne), du docteur Bareiss et de Georges Wodli, des survivants de ces réseaux, désireux de continuer le combat, rejoignent  la Septième colonne d'Alsace lui donnant des possibilités de développement dans toute l'Alsace.
En juillet 1943, Paul Dungler et Marcel Kibler décident de créer le Groupe Mobile d'Alsace Suisse (GMA Suisse) avec les Alsaciens réfugiés dans ce pays. C'est le commandant Goerges, qui est chargé de cette tâche. Le GMA Suisse (1800 hommes) participe en 1944 à la libération de l'Alsace dans le Haut-Rhin.
En août 1943, Paul Dungler part en Afrique du Nord ce qui l'éloigne de la résistance alsacienne. Désormais c'est Marcel Kibler qui prend la tête du réseau. Depuis le PC, installé à la maison Saint-Raphaël à Couzon-au-Mont-d'Or (Rhône) dans la banlieue nord de Lyon, il gère des activités diverses notamment le recueil et la transmission de renseignements et la mise en place des Groupes Mobiles Alsace (GMA)  avec Bernard Metz.
En octobre 1943 Réné Ortlieb et l'abbé Stamm, acteurs de l'évasion du général Giraud sont arrêtés dans le Haut-Rhin sans conséquences pour le réseau qui tient bon.
À la fin de l'année 1943, le Comité français de libération nationale crée les Forces française de l'intérieur (FFI) dont l'Organisation de Résistance de l'Armée (O.R.A) est partie prenante. Le général Revers chef de l'O.R.A et Guy d'Ornant, conseiller militaire de la Septième colonne d'Alsace présentent Marcel Kibler à Gilbert Grandval, délégué militaire régional et chef des Forces française de l'intérieur de la région C (Champagne, Lorraine, Alsace). Après cette réunion, le général Koenig, chef des forces françaises de l'intérieur, nomme, les responsables de la Septième colonne d'Alsace, Marcel Kibler chef des FFI d'Alsace, Paul Winter chef des FFI du Haut-Rhin et Georges Kieffer de ceux du Bas-Rhin,.

### 1944
En mars 1944, Marcel Kribler et Jean Eschbach mettent en place une unité combattante dans les Vosges (GMA Vosges). Le GMA Vosges est sous-divisé en diverses centuries (centaines d'hommes) dont la 1re (armée), la 2e (partiellement armée), et trois autres centuries (non armées mais devant le devenir lorsque les parachutages alliés auraient lieu). Un parachutage d'hommes du 2e Special Air Service (SAS) anglais et divers stocks d'armes sont remarqués de loin dans la zone de la vallée du Rabodeau (en haut d'un plateau dégagé) en date du 13 août 1944. En conséquence, la Gestapo rafle le 18 août 1944 les habitants du village de Moussey qui sont envoyés au camp de Schirmeck voisin pour être interrogés par la torture. Une bonne partie des habitants du village seront envoyés au camp de SNatzweiler-truthof où ils sont abattus dans la nuit du 1er au 2 septembre 1944. Les autres sont acheminés vers d'autres camps pour y travailler (Gaggenau, Dachau, Auschwitz, Gross-Rossen, Buchenwald, ...). Le 4 septembre 1944, le GMA Vosges (600 hommes) subira à nouveau de lourdes pertes lors des combats de Viombois et ne peut plus participer à la libération de l'Alsace en unité constituée. Ces combattants sont intégrés individuellement à la 1e armée française.
Le 17 septembre 1944, le GMA Sud (1500 hommes) devient la Brigade indépendante Alsace-Lorraine  sous le commandement d'André Malraux.
Désormais, la Septième colonne d'Alsace (réseau Martial) et ses GMA sont pleinement engagés dans la libération du territoire national.

## L'évasion du général Giraud

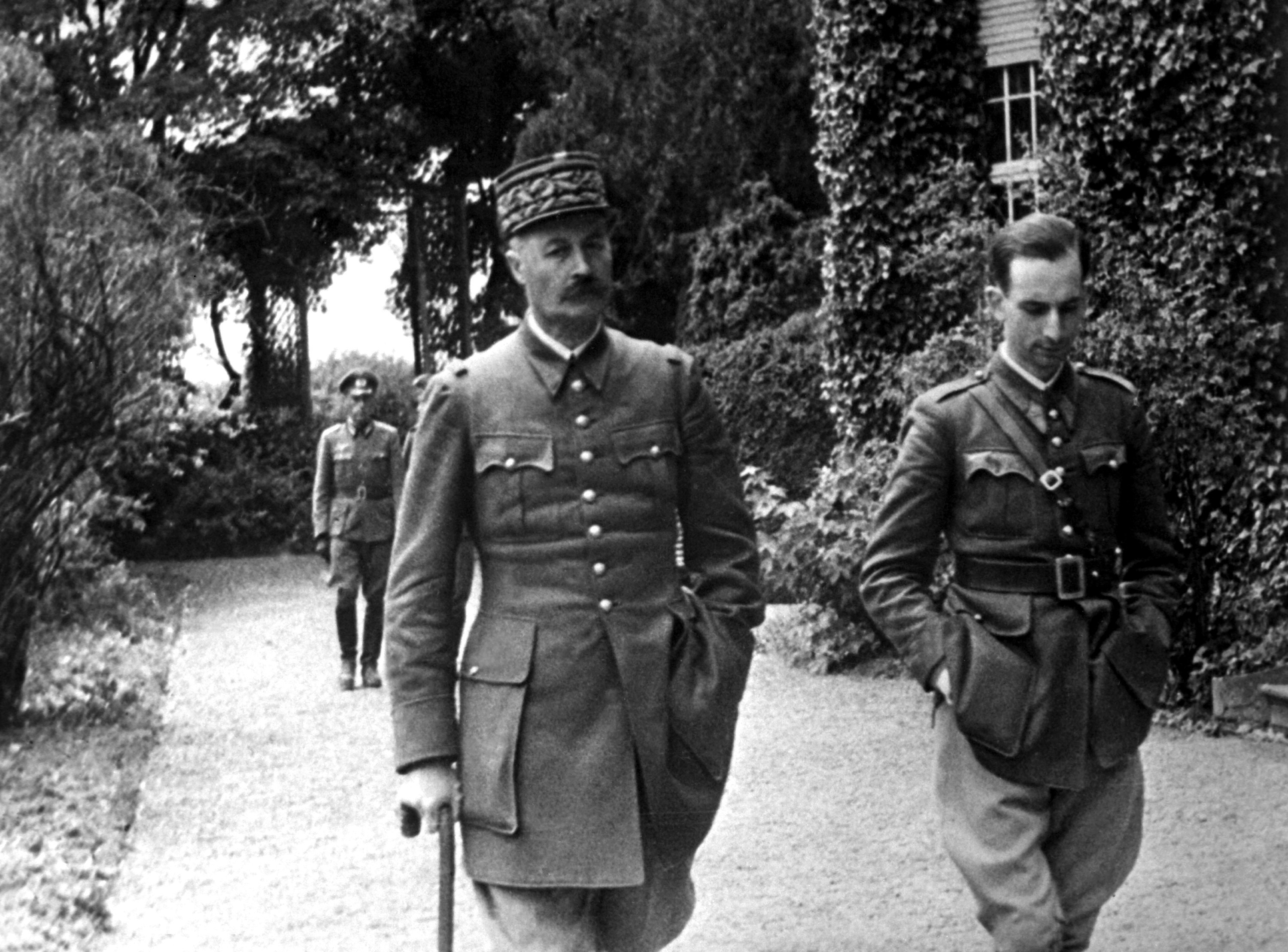
Le général Giraud, prisonnier de guerre, durant sa promenade quotidienne en Allemagne (date exacte inconnue).

### L'opération se décide
Conçue par les services de renseignements (SR) clandestins de l'armée d'armistice commandée par le colonel Rivet, cette opération est réalisée principalement par la Septième colonne d'Alsace. Dès septembre 1940, la liaison par message codé est établie avec le général Giraud emprisonné dans la forteresse de Königstein au sud-est de Dresde en Allemagne avec la majorité des officiers généraux capturés pendant la campagne de France. À sa libération de la forteresse pour raison de santé, le général Boell rapporte dans ses chaussettes le code de liaison fourni par Giraud. Les messages sont transmis dans la correspondance avec son épouse. L'opération est confiée au commandant Linarès et au capitaine Lecoq.
Ils demandent à Marcel Kibler qui gère la Septième colonne depuis Lyon si son réseau peut prendre en charge l'acheminement d'un colis « très encombrant de 1,87m avec une moustache arrogante ». Il transmet la demande à Paul Winter (Daniel) qui est responsable de la région Alsace et qui accepte la mission en répondant que « le colis encombrant sera livré par la compagnie Danzas à Belfort ». Ce qui veut dire que Paul Winter est d'accord et que le général sera exfiltré par l'antenne du réseau à Belfort tenue par Henri Veit directeur de l'agence Danzas de la région. C'est le seul nom en clair que connaitront les militaires. Ils sauront juste que l'opération est dirigée sur le terrain par un nommé « Daniel » (Paul Winter).

### Montage de l'opération
Paul Winter choisit un jeune Lorrain, Robert Guerlach pour guider le général. Georges Henner, commissaire de police à Mulhouse, fournit les faux papiers. Le général Giraud devient Heinrich Greiner un ingénieur textile né près de Sainte-Marie-aux-Mines (Haut-Rhin) mais sa photo d'identité ne comporte plus l'arrogante moustache dont le propriétaire est très fier. On lui rajoute des lunettes. Son guide devient Gasser un travailleur français se rendant en Allemagne. Une valise est préparée avec des vêtements à la taille du général et d'origine allemande ainsi que les accessoires nécessaires entre autres des lunettes. Alfred Megel, l'agent de liaison de Paul Winter, établit avec précision l'itinéraire du voyage. L'évasion est méticuleusement préparée.

### Déroulement de l'opération

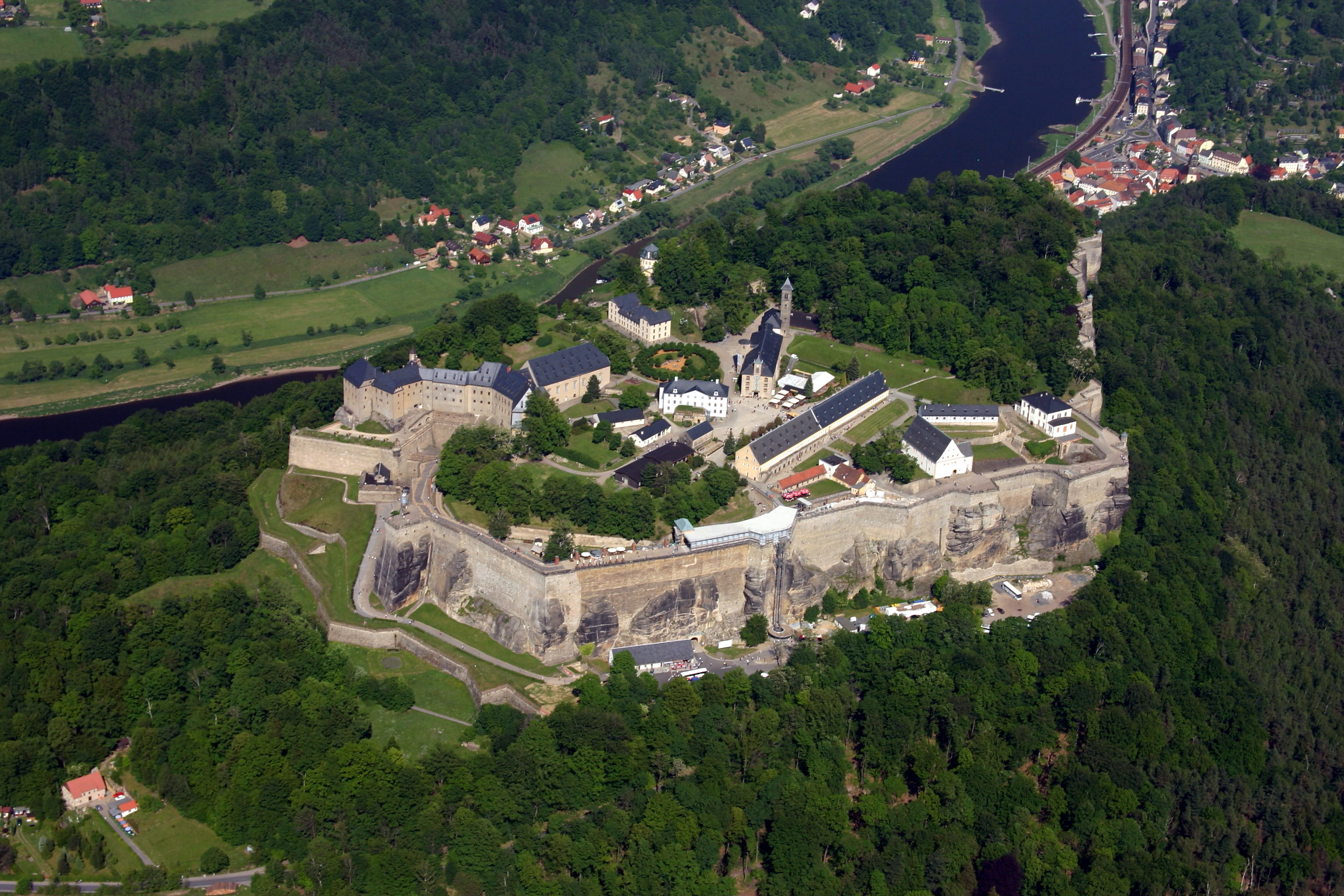
Vue aérienne de la forteresse de Königstein

Le 7 avril 1942 le général est prévenu par message codé qu'il est attendu à la gare de Bad-Schandau (Allemagne) le 17 avril à 13 h. Le 16 avril au soir, Robert Guerlach  arrive au point de rendez-vous. Le lendemain en fin de matinée, le général rejoint la base de la forteresse grâce à une corde fabriquée par les prisonniers. Il rase sa fameuse moustache trop visible et s'habille avec des vêtements de jardinier récupérés. Il rejoint la gare et se fait reconnaitre par son guide. Le mot de passe est « Morgen Heinrich » et le général doit répondre « Morgen ».
Il décide de prendre le premier train sans tenir compte de l'itinéraire établi par Alfred Megel. Le général voyage en 2e classe, son guide en 3e. Il se change dans les toilettes du train et, grâce aux faux papiers cachés dans le double fond de la valise, devient un ingénieur textile parlant parfaitement l'allemand qu'il a perfectionné pendant sa détention. Les fugitifs passent tous les contrôles sans incident. De changement en changement, les fugitifs arrivent à Strasbourg (Bas-Rhin) le dimanche 19 avril à 9 h avec 24 h de retard sur le plan prévu. Ils sont entourés d'un flot inaccoutumé de dignitaires nazis venus fêter l'anniversaire d'Hitler le lendemain. Les fugitifs doivent prendre le train de 11 h pour Mulhouse (Haut-Rhin). En attendant, le général donne quartier libre à son guide et s'offre une promenade dans Strasbourg. À 13 h, Alfred Mengel ne recueille que Robert Guerlach. Le général est descendu à Sélestat dans un moment d'affolement. Il prend une chambre à l'hôtel Hanser sous son nom d'emprunt. Il suit la population qui va au stade assister à une rencontre sportive. De retour à sa chambre, il s'endort épuisé par son périple et se réveille juste à temps pour prendre le dernier train. Il arrive à Mulhouse à 23 h et prend une chambre à l'hôtel Europe où logent tous les officiers allemands. Pendant qu'il remplit sa fiche de police, Henry Meyer le veilleur de nuit, reconnaissant un fugitif, lui conseille de partir avant 6 h du matin qui est l'heure où la police contrôle les fiches des clients. Le lendemain, le général se présente à l'adresse de secours rue du Réservoir à Mulhouse.
Jacqueline Goutte, membre de la Septième colonne, est secrétaire à l'antenne locale de la Gestapo. Elle ne décèle aucune agitation. L'alerte n'a pas encore atteint Mulhouse mais à la suite des imprudences du général, il est décidé d'abandonner l'itinéraire par Belfort (Territoire de Belfort) et Poligny (Jura) mais de passer directement en Suisse par une filière expérimentée du Sungau. Le général doit être pris en charge à 17 h par deux membres du réseau, René Ortlieb, aubergiste à Thann, et Paul Weiss. En attendant le rendez-vous, pour se cacher, le général, escorté des membres du réseau, déambule dans les rues de Mulhouse au milieu de la foule qui assiste aux cérémonies pour le cinquante-troisième anniversaire d'Hitler. À 17 h le général est récupéré et conduit à Liebsdorf (Haut-Rhin) chez l'abbé Stamm. Au moment de son arrivée chez l'abbé, l'antenne de la Gestapo de Mulhouse est alertée, une prime de 100 000 marks est proposé pour la capture du général Giraud dont la photo est publiée dans les journaux. Toute personne qui l'aidera sera fusillée immédiatement. Les patrouilles de police et de douaniers sont doublées. Il est fait appel aux jeunes du Wolkssturm et de la Landwacht pour garder les ponts, les carrefours et les voies ferrées. Malgré le déclenchement de l'alerte, le général décide de rendre visite à l'un de ses amis dans un village voisin. Le mercredi 22 avril à la tombée de la nuit, le garde forestier Kupfer le conduit à la ferme auberge des Ébourbettes (Oberlag) à moins de 100 m de la frontière suisse. Il se cache dans une chambre au premier étage pendant que dans la salle de l'auberge, des gardes-frontières avec des chiens, se désaltèrent et parlent de l'évasion. Après leur départ, des enfants de la ferme sont envoyés vérifier que le chemin est libre. À leur signal, le général passe la frontière au pas de course sans être inquiété.
Comme tout évadé, il subit les formalités de contrôle de la police suisse. Il est libéré par le colonel Masson de l'armée suisse qui le remet au consul de France. Le général change une nouvelle fois d'identité et devient Louis Simignon. Le 25 avril, le commandant Linarès le dirige vers le poste-frontière de Perly. Mais la Gestapo, informée du passage en Suisse du général, tente de le récupérer à la frontière française. C'est le Mulhousien Alfred Spieser, capitaine au deuxième bureau d'Annecy (Haute-Savoie), qui fait avorter l'opération nazie. Le général est redirigé vers un autre point de passage où un restaurateur d'Annemasse (Haute-Savoie), André Ponsard un Alsacien originaire de Riquewihr (Haut-Rhin), retient à manger les agents de la Gestapo et les douaniers. Suprême affront, ces derniers ne savent pas que le général et son escorte prennent leur repas dans une salle contigüe à la leur. Après avoir mangé, le général Giraud est conduit à Lyon dans sa famille.
Le 26 avril, le capitaine Lecoq prévient le maréchal Pétain que l'opération est un succès.

### Conséquences de l'évasion
L'évasion du général Giraud est une gifle retentissante pour l'Allemagne nazie. Tant qu'elle est présente en Alsace, la Gestapo n'a de cesse  de retrouver les auteurs de l'évasion et de détruire la Septième colonne.
Du 14 au 24 janvier 1943, à l'hôtel d'Anfa, à Casablanca au Maroc en Afrique du Nord, une conférence organisée par les Alliés Anglo-américains ayant entre autres buts de faire se rencontrer en terrain neutre, le général Giraud, soutenu par le président Franklin Roosevelt, et  le général de Gaulle appuyé par le premier ministre britannique Winston Churchill, tourne à une inévitable confrontation entre les deux Français. Un « arrangement » entre ces derniers, suscité par le premier ministre britannique débouchera sur une répartition des rôles qui, assez rapidement, furent totalement détenus par le général de Gaulle.
En avril 1943, pour capturer les résistants ayant fait évader le général Giraud, la Gestapo utilise un collabo nommé Reisser. Celui-ci parvient à se faire passer comme un membre du Deuxième Bureau français chargé de faire évader le général Gamelin, auprès du curé de la paroisse du Sacré-Cœur Mulhouse, l'abbé Heidet. Celui-ci l'oriente alors vers l'abbé Stamm et vers René Ortlieb. Au siège de la Gestapo, Jacqueline Goutte qui consulte les rapports de Reisser tente d'alerter Paul Winter mais trop tard. Le curé Heidet, l'abbé Stamm et René Ortlieb sont arrêtés. Plus tard, elle réussit à alerter Paul Winter de l'imminente arrestation de la famille Weiss dont les membres parviendront à être exfiltrés en Suisse. Elle prévient aussi qu'un certain Daniel (Paul Winter) ainsi qu'une taupe au sein de la Gestapo (il s'agit d'elle) sont très activement recherchés. Malgré le danger, tous deux décident de rester à leur poste. Le garde forestier Kupfer se réfugie en Suisse.
En septembre 1943, le curé Heidet, René Ortlieb et l'abbé Stamm sont transférés du camp de sûreté de Vorbruck-Schirmeck à Wolfach.
Le 17 avril 1945, Ortlieb et Stamm sont abattus d'une balle dans la nuque, veille du jour où la 1re Armée française pénètre dans la ville de Wolfach. Leur mort survient presque jour pour jour trois ans après l'évasion du général Giraud. Henri Veit qui, dans le plan d'évasion d'origine, devait recueillir le général, est abattu dans une forêt des environs de Belfort.
La Gestapo a décidé : « Un complice de l'évasion ne doit pas savourer les joies de la victoire ».
Pour un article plus général, voir Henri Giraud (militaire)#L'évasion de Königstein.

## État major de la Septième colonne d'Alsace
- Paul Dungler (commandant Martial), chef de l'ensemble du réseau.
- Marcel Kibler (commandant Marceau), chef d'état-major, qui prend la tête du réseau à partir d'août 1943[5].
- Gaston Laurent, adjoint de Marcel Kibler jusqu'à l'arrivée de Bernard Metz en  1943 puis ira prendre le poste d'Epinal (Vosges).
- Jean Eschbach (capitaine Rivière), chef du renseignement. Le service de renseignements de la Septième colonne d'Alsace porte le nom de code de « Cigogne »[5]. Il a René Erny, comme adjoint, pour la région Nord et Paris et le Lieutenant Wanner pour la zone libre.
- Charles Ernest-Georges (Georges), organisateur du Groupe Mobile Alsace Suisse. Il a comme adjoint Julier Dungler chef du groupe mobile d'Alsace en Suisse.
- Paul Winter (Daniel), chef du Haut-Rhin avec comme adjoint Eugène May (capitaine Firmin) et comme agent de liaison Alfred Megel.
- Paul Freiss chef du Bas-Rhin il est remplacé en 1943 par Georges Kieffer pour gérer le renseignement pour Jean Eschbach.
- Paul Armbruster (Danner) responsable de la région Sud-Ouest. Il représente l'antenne de la Septième colonne auprès des services de Londres. Il appartient aussi au réseau Confrérie Notre-Dame (CND-Castille).
- Henri Veit (Caspar), chef du centre de liaison de Belfort qui assure le passage entre la France non annexée et l'Alsace.
- Pierre Bockel, « Pierrot » est responsable avec Bernard Metz du « Réseau Martial » de la Zone Sud à Clermont-Ferrand où s’était repliée l’Université de Strasbourg[7],[8].

## Reconnaissance
- Le 1er août 1948, le général de Gaulle pose la première pierre d'un monument aux morts en hommage à la résistance alsacienne. La Croix de Lorraine du Staufen à Thann (Haut-Rhin) mesure 12 m de haut. Elle est visible à 30 Km et enluminée la nuit[9]. Elle est inaugurée le 10 juillet 1949 et porte les inscriptions :

« « Nous n’avons jamais douté »  Réseau Martial fondé à Thann en septembre 1940.
La brigade indépendante Alsace-Lorraine à ses morts 1944-1945 avec ceux du réseau FFC Martial « … Ils n’avaient fait que ce qu’un homme peut faire, mais ils avaient été la France »
A. MALRAUX »

- Création d'une décoration « Croix d'Alsace ou croix du réseau Martial »[10].
- Une allée porte le nom de « réseau Martial » à Thann (Haut-Rhin)[11].